# Desembarco militar

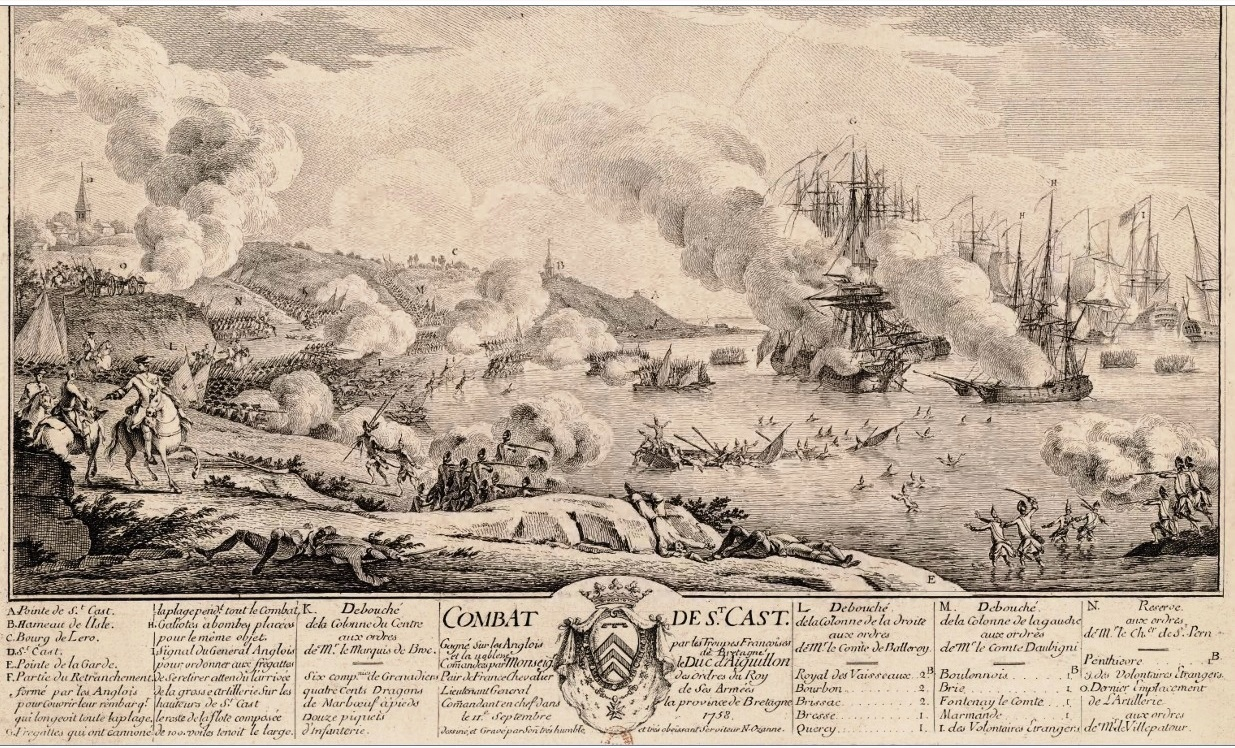
Desembarco y batalla de Saint Cast, Francia, en 1758.

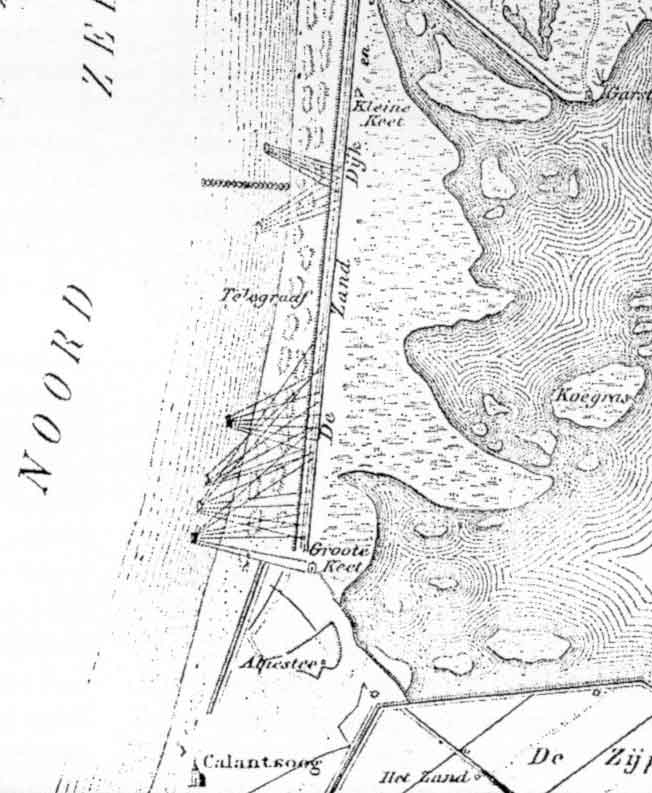
Mapa del desembarco y batalla de Callantsoog, en 1799.

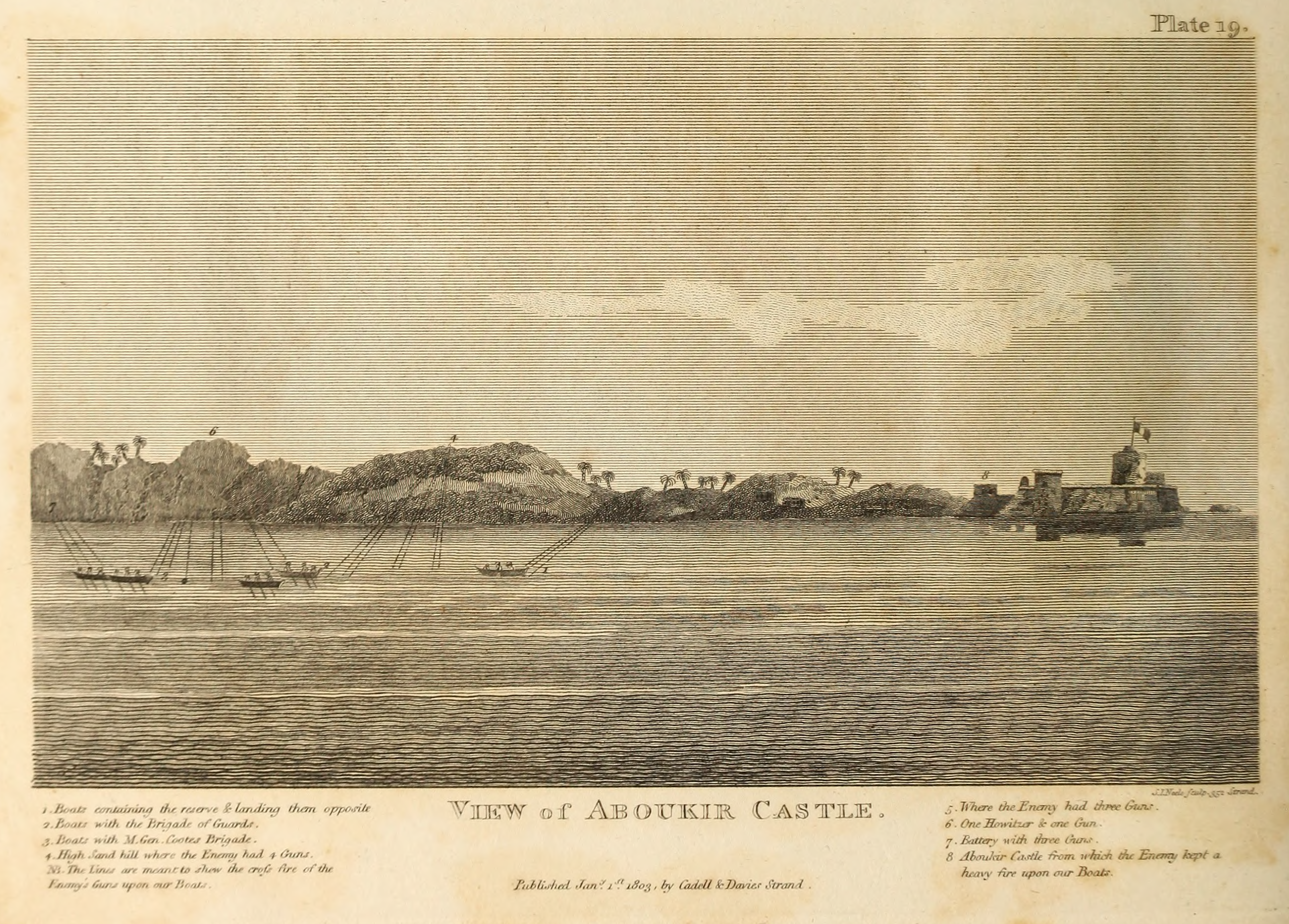
Esquema de las defensas costeras francesas que los británicos debieron superar en la operación anfibia de Abukir, en 1801.

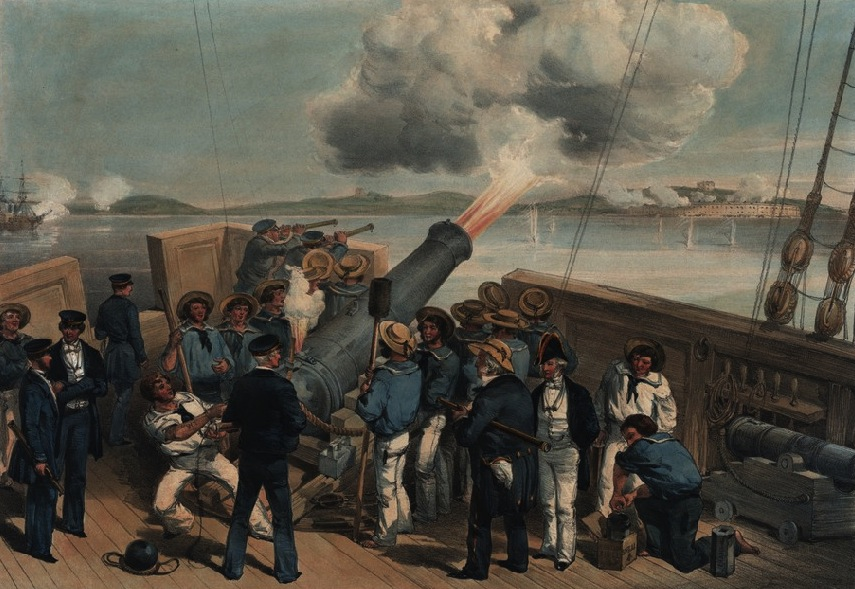
Cañoneo naval previo al desembarco de Bomarsund, 1854.

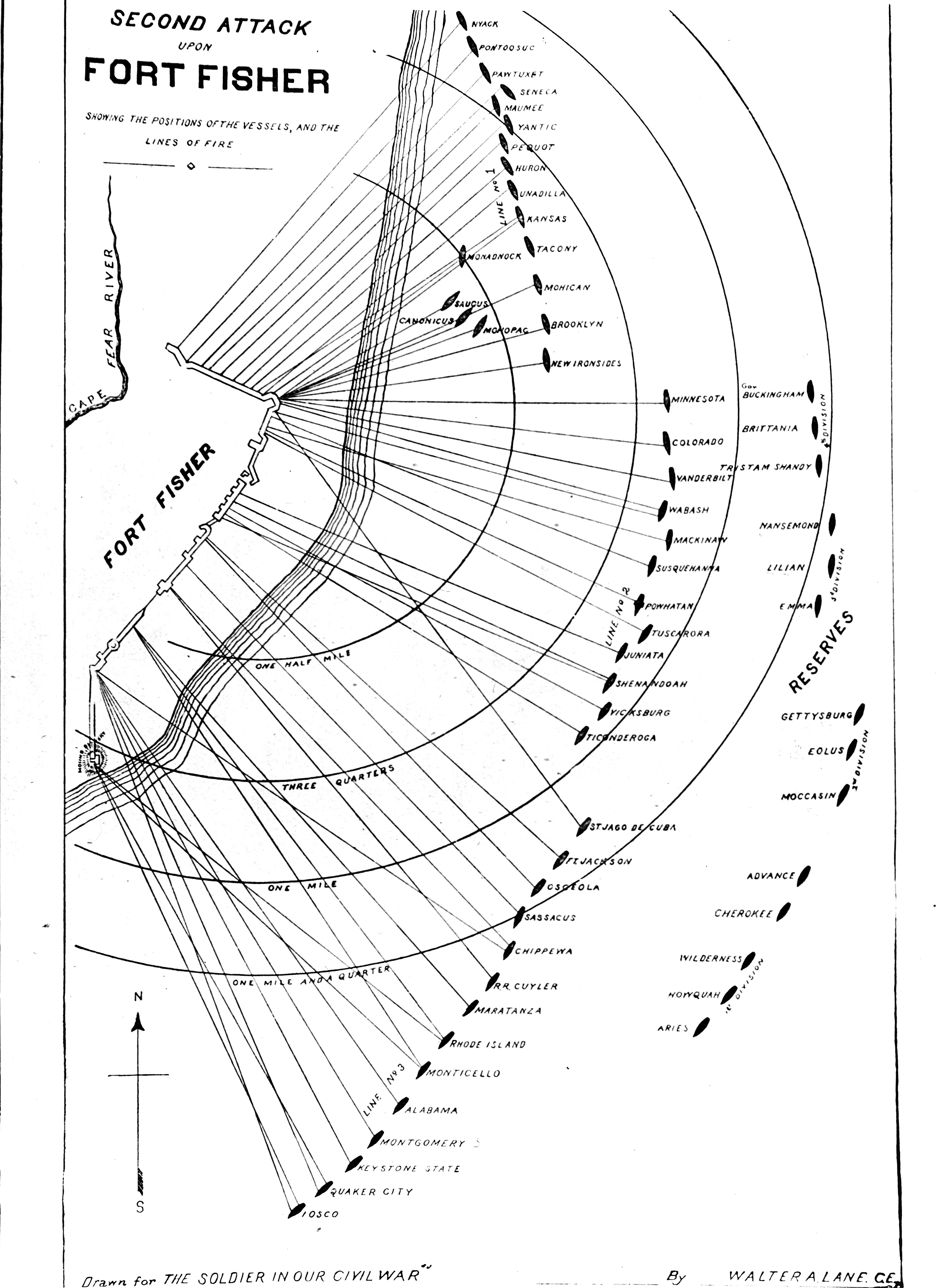
Esquema del apoyo de fuego naval durante el segundo desembarco contra Fort Fisher, en 1865.

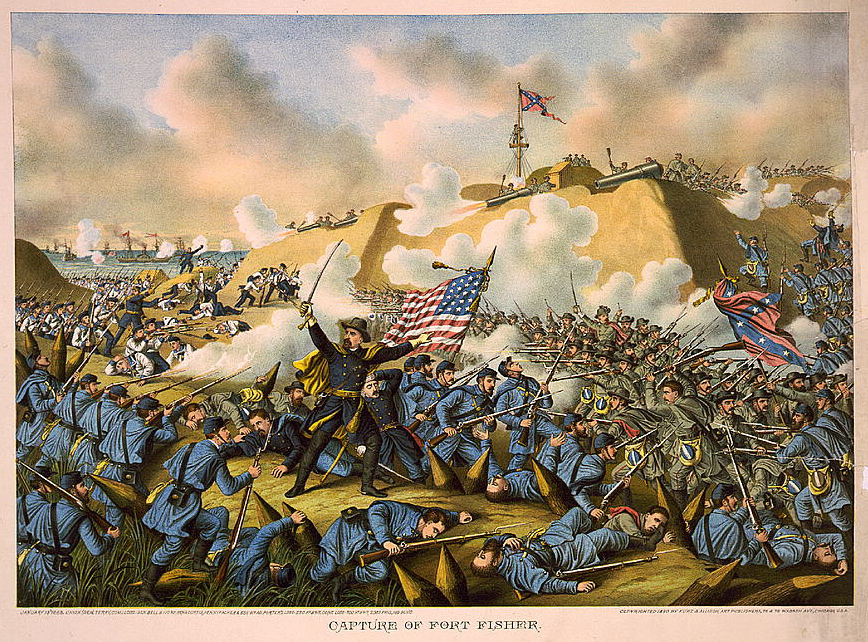
Lucha entre la playa y la fortificación, con apoyo de tropas de marina, durante el segundo desembarco de Fort Fisher, 1865,

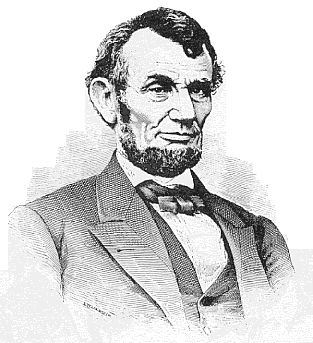
Se ha afirmado que las "tácticas anfibias eran un elemento integral del pensamiento del presidente Abraham Lincoln".

El desembarco militar en una costa hostil es una de las operaciones militares más complejas y arriesgadas. Es una operación ofensiva militar en la cual unidades marítimas, generalmente una Lancha de desembarco, aunque también minisubmarinos, botes, lanchas, etc. se acercan lo suficiente a la costa para transferir tropas armadas a tierra.

## Historia

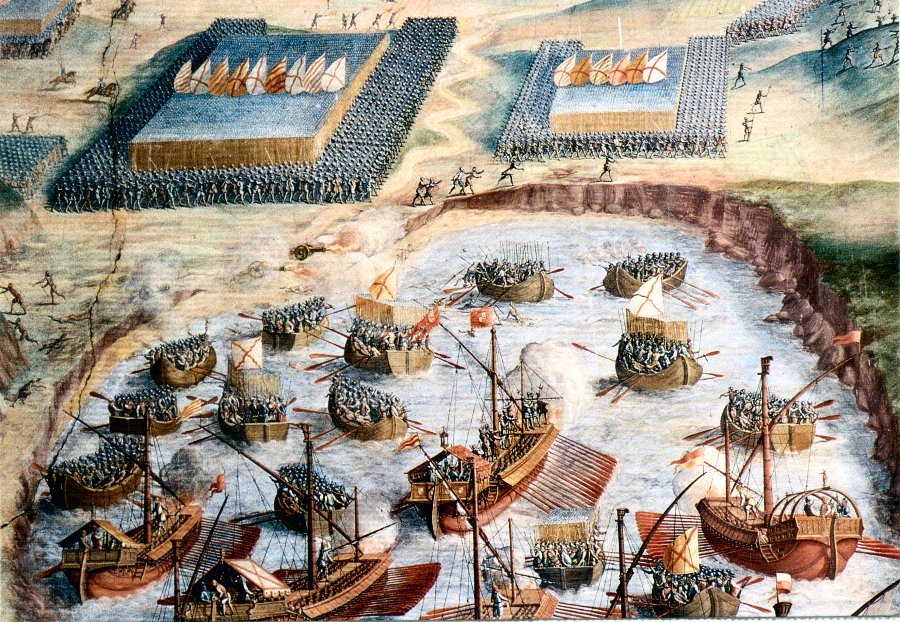
Tercios comandados por Álvaro de Bazán en la batalla de la isla Terceira, precedente de los desembarcos militares. Fresco de Niccolò Granello en la Sala de las Batallas del Monasterio de El Escorial.

Se considera que los desembarcos modernos comenzaron el 2 de noviembre de 1879, cuando se llevó a cabo el desembarco y combate de Pisagua, que tuvo la particularidad de ser un desembarco anfibio; esta acción fue realizada por el Ejército y la Armada de Chile en la Guerra del Pacífico, que enfrentó a dicho país contra Bolivia y Perú. Posteriormente, se efectuaron el desembarco de Galípoli o de los Dardanelos —operación llevada a cabo entre marzo y agosto de 1915 por las tropas del Imperio británico en la Primera Guerra Mundial, que terminó en un desastre total— y el desembarco de Alhucemas del ejército español —ocurrido el 8 de septiembre de 1925, cuando por primera vez se utilizaron carros de combate—.
En la Segunda Guerra Mundial, fue la táctica favorita en la estrategia estadounidense para ocupar isla tras isla hasta llegar a Japón en el frente del Pacífico, mientras que en Europa, las fuerzas aliadas llevaron a cabo desembarcos en África (Operación Torch), Sicilia (Operación Husky) e Italia (Operación Avalanche), culminando con el desembarco de Normandía, la operación anfibia más grande de todos los tiempos.

### Operaciones anfibias anteriores
Fuentes internacionales listan los siguientes desembarcos anfibios, con concurso de apoyo de artillería naval, fuerzas conjuntas de infantería de marina y ejército regular, en acciones que, venciendo al desembarcar fuego contrario, estuvieron estipuladas dentro de un esquema táctico, remitidas a los propósitos estratégicos de sus respectivos planificadores y que, en ocasiones, fueron motivo de ensayo o entrenamiento,
Por ejemplo, los marines de la Royal Navy británica realizaron en 1761, dentro de una operación que ocupó a más de 9000 soldados, dos asaltos anfibios contra una fuerza de 3000 franceses, que intentaron repelerlos desde un complejo de trincheras emplazado junto a las playas de Belle Île, en la costa de Bretaña. En el primero de dos desembarcos sucesivos, tropas de granaderos británicos lograron escalar un acantilado costero bajo fuego de los defensores, pero finalmente debieron retirase en desventaja. En un segundo desembarco, siempre bajo fuego de oposición, la fuerza expedicionaria logró establecer una cabeza de playa efectiva e internarse en la isla. Así, finalmente, pudieron sitiar y rendir la fortaleza donde se refugiaron los defensores una vez que colapsó su sistema de defensas de playa. Esta y muchas otras acciones similares, como el desembarco y batalla de Saint Cast (fuerza de desembarco de 10 000 personas, contra 7000 defensores en 1758), configuraron lo que se ha llamado una "metodología anfibia británica" o la "estrategia anfibia" del primer ministro William Pitt en la Guerra de los Siete Años.
Por su parte, para el historiador militar George B. Clark la "primerísima operación combinada de asalto anfibio en la historia del Cuerpo de Marines de los Estados Unidos)",en 1776, con el desembarco en Nassau, efectuado contra posiciones defendidas por los británicos en Bahamas.
En 1781, por su parte, el mariscal Bernardo de Gálvez lideró una "audaz operación anfibia" en la que una fuerza combinada de 8000 tropas españolas y francesas, con participación de fuerzas regulares de ejército español (regimientos Hibernia, Irlanda, Ultonia, España, Soria, Navarro, Guadalajara, Mallorca, Navarra, Aragón, Batallón fijo de La Habana), la Infantería de Marina Española, marinería, fuerzas regulares francesas (regimientos Agenois, Gatinois, Cambresis, Poitiou y Orléans, entre otros), junto con tropas milicianas de diversas colonias españolas del Caribe. Esta fuerza expedicionaria emprendió un desembarco y asalto, con apoyo de fuego de sus naves, contra posiciones fortificadas defendidas por los británicos en Pensacola, donde lucharon hasta rendir la fortaleza enemiga y tomar la ciudad.

#### Los desembarcos de Abercrombie
En 1799 el británico Ralph Abercromby lideró un desembarco de 12 000 hombres de una fuerza combinada anglo-rusa en Callantsoog, Países Bajos, en el marco de las guerras contra Francia Revolucioria y sus aliados. Los invasores tuvieron que vencer la resistencia de un nutrido destacamento holandés comandado por el general Herman Willem Daendels, que apostó sus defensas (contaba con unos 10 000 hombres) tras la primera línea de dunas inmediata a la playa con el fin de protegerlas del intenso fuego naval de los invasores. Esta acción es catalogada como una "operación anfibia temprana" por fuentes dependientes de la Marina de Estados Unidos.
En 1801 una fuerza de 6000 británicos desembarcó en Abukir, Egipto, con ayuda y apoyo artillero de una fuerza naval anglo-otomana. El desembarco de Abukir se desarrolló bajo el fuego de una ciudadela y su respectivo destacamento, consistente en 2000 soldados franceses, que habían preparado defensas adicionales en la cercanía de la playa por espacio de 6 días, aprovechando que una tormenta dilató las operaciones e hizo, junto a indiscretos movimientos de la armada británica, perder el factor sorpresa. Esta operación combinada en Abukir permitió que, posteriormente, el grueso de la fuerza expedicionaria lograra llegar a tierra con seguridad. El sitio web Globalsecurity, en una reseña sobre historia de las operaciones anfibias, asegura al respecto que "el éxito del desembarco en la Bahía de Abukir fue debido a la cuidadosa planificación, preparación y ensayo realizado de antemano. Las naves de desembarco fueron cuidadosamente dispuestas para permitir hacer tierra a las tropas con el orden táctico adecuado y desplegarse para el combate inmediatamente. Y la cooperación armoniosa entre Abercromby y Lord Keith (que permitió Abercromby encabezar la expedición) ayudó a evitar conflictos graves".

#### Guerra México-Estados Unidos
Durante la Guerra entre México y Estados Unidos (1846-1848), una fuerza de 12000 estadounidenses desembarcarían en el puerto mexicano de Veracruz el 22 de marzo de 1847, en este suceso se produjo un combate en que los 12000 estadounidenses derrotaron a 2000 soldados mexicanos que se vieron obligados a replegarse, desde ahí, la tropa norteamericana avanzaría hacia la Ciudad de México.

#### Guerra de Crimea
En el contexto de la Guerra de Crimea, en junio de 1854 una fuerza combinada anglo-francesa de 12 000 hombres, incluyendo 2000 Royal Marines británicos junto a al menos un regimiento y un grupo de artillería de tropas de marina francesas, realizó dos desembarcos anfibios consecutivos contra la fortaleza rusa de Bomarsund en Aland, Mar Báltico, que terminaron con la rendición y demolición de este reducto tras una encarnizada resistencia que no pudo contener lo que se ha llamado el "poder anfibio aliado". Pero esta fue apenas una entre muchas operaciones similares ocurridas durante esa guerra, pues el desarrollo de la etapa central del conflicto requirió de la realización de una enorme operación anfibia que encontró alguna resistencia el 14 de septiembre de 1854 en las playas de la Bahía Calamita (llamada irónicamente "Calamity Bay", "Bahía Calamidad"), en la antesala de la gran Batalla del río Almá, donde se revelaron fallas en la coordinación entre las fuerzas aliadas inglesas, francesas y turcas, además de las inherentes dificultades logísticas de poner en una cabeza de playa una fuerza de más 63.000 personas y 128 cañones, con sus respectivas municiones, víveres y líneas de suministro. Incluso enfrentando esas fallas y dificultades, "algunos eruditos consideran Crimea dentro de un debate mayor acerca del desarrollo de la guerra, contrastando las tácticas de infantería "napoleónicas" y las cargas de caballería pre-industriales, con ejemplos "industriales" tales como las operaciones anfibias movidas gracias al poder del vapor".

#### Guerra de Secesión de Estados Unidos
Por su parte, el número de operaciones anfibias durante la Guerra de Secesión de Estados Unidos fue abundante, de modo que se ha dicho que "las tácticas anfibias eran un elemento integral en el pensamiento del presidente Abraham Lincoln". Esta "experiencia estadounidense con operaciones anfibias durante la Guerra Civil produjo resultados mixtos hasta la acción final en el Fuerte Fisher en enero de 1865". Este asalto contra el Fuerte Fisher (Wilmington) fue el segundo y exitoso de dos intentos de desembarco masivo contra la misma fortificación en el marco de dicha guerra civil. Una fuente de la Armada de los Estados Unidos señala que estas "dos operaciones también destacaron la importancia del apoyo de fuego naval para una operación anfibia, particularmente cuando se coordinó con el esquema de maniobra en tierra".